# Hermann Felfe
Hermann Felfe (ur. 4 stycznia 1902, zm. 15 października 1947) – zbrodniarz hitlerowski, uczestnik akcji T-4.
Członek NSDAP i SS. Z zawodu był murarzem. Ranga i przynależność do oddziału nieznane. Pełnił służbę jako sanitariusz w centrach eksterminacyjnych Sonnenstein i Grafeneck w ramach akcji T-4. Pełnił następnie przez krótki okres służbę w obozie zagłady Treblinka. W 1945 Felfe został aresztowany przez NKWD i skazany następnie 7 lipca 1947 w drezdeńskim procesie lekarzy na karę śmierci. Popełnił samobójstwo w drezdeńskim więzieniu w połowie października 1947.